# Жерка
Жерка (алб. Zherkë) је насељено место у општини Тропоја у округу Кукеш, Албанија. Према попису из 1989. године било је 306 становника.
Жерка су једно од насеља племена Битићи.